# 珊瑚兰属
珊瑚兰属（学名：Corallorhiza）是兰科下的一个属，为腐生兰。该属共有约14种，分布于北温带。中国仅记载了珊瑚兰（Corallorhiza trifida Chat.）一种。
珊瑚兰属植物是兰科中分布于温带的无叶异养型植物，一生不长叶子，生长周期中外露的时间非常短，在野外很难遇到。

## 物种
本属包括以下物种：
- 中华珊瑚兰 Corallorhiza sinensis G.W. Hu & Q.F. Wang[2]
- 珊瑚兰 Corallorhiza trifida